# جزيرة مارغريتا
جزيرة مارغريتا  وبالإسبانية: (ايسلا دي مارغريتا) (بالإنجليزية: Isla Margarita)‏ هي جزيرة تابعة لـ فنزويلا تقع في البحر الكاريبي. يبلغ عدد سكانها 436,900 نسمة (بكثافة 411.76 شخص لكل كيلومتر مربع). يبلغ ارتفاعها عن سطح البحر قرابة 920 متر. تبلغ مساحتها 1020 كم².

## أعلام
- فرنسيسكو فاغاردو
- رينيه رييس